# انجمن جهانی قلم

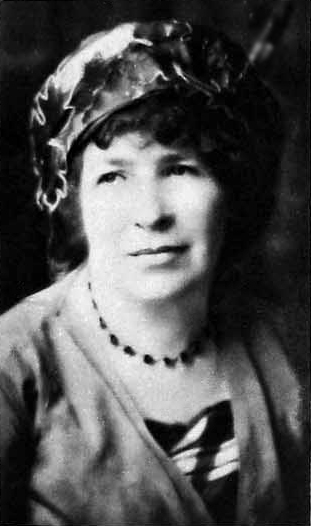
کاترین ایمی داوسن اسکات، بنیانگذار انجمن جهانی قلم

انجمن جهانی قلم یا پن یا پن بین‌الملی (به انگلیسی: International PEN)، نهادی است غیرسیاسی و غیردولتی که اعضای آن را صاحب‌قلمان کشورهای مختلف جهان تشکیل می‌دهند. این نهاد هدف خود را «گرد هم آوردن نویسندگانی که دلبسته ارزش‌هایی نظیر آزادی، تساهل و صلح هستند» می‌داند.
انجمن جهانی قلم در تاریخ ۶ اکتبر ۱۹۲۱ میلادی توسط کاترین ایمی داوسن اسکات، در لندن بنیان گذاشته شد. کانون نویسندگان ایران نیز بخشی از انجمن جهانی قلم است.

## تاریخچه
اولین باشگاه قلم در سال ۱۹۲۱ توسط کاترین امی داوسون اسکات در لندن تأسیس شد و اولین رئیس آن جان گالسوورتی بود. اعضای اول آن شامل جوزف کنراد، الیزابت کریگ، جورج برنارد شاو و اچ. جی ولز بودند.
PEN در اصل مخفف «شاعران، مقاله نویسان، رمان نویسان» بود، اما اکنون مخفف «شاعران، نمایشنامه نویسان، ویراستاران، مقاله شناسان، رمان نویسان»،است و نویسندگان هر نوع ادبیات مانند روزنامه نگاران و مورخان را شامل می‌شود.
این باشگاه اهداف زیر را تعیین کرد:
1. برای ارتقا همکاری مشترک فکری و تفاهم در میان نویسندگان.
2. ایجاد جامعه ای جهانی از نویسندگان که بر نقش اصلی ادبیات در توسعه فرهنگ جهان تأکید کنند.
3. برای دفاع از ادبیات در برابر تهدیدهای بسیاری که بقای آن را تهدید می‌کند و دنیای مدرن آنها را تهدید می‌کند.

روسای گذشته انجمن قلم شامل آلبرتو موراویا، هاینریش بول، آرتور میلر، ماریو وارگاس یوسا، هومرو آریدجیس، جیرجی گروشا و جان رالستون ساول بودند. رئیس فعلی جنیفر کلمنت است.

## ساختار
دفتر مرکزی PEN در لندن قرار دارد و متشکل از مراکز PEN خودمختار در بیش از ۱۰۰ کشور در سراسر جهان است که هر یک از آنها برای نویسندگان، روزنامه نگاران، مترجمان، مورخان و سایر افراد فعال در هر شاخه از ادبیات آزاد هستند، صرف نظر از ملیت، نژاد، رنگ، یا دین.
این یک سازمان غیردولتی در روابط رسمی مشورتی با یونسکو و وضعیت مشاوره ویژه با شورای اقتصادی و اجتماعی سازمان ملل است.

## منشور
منشور PEN بر اساس مصوباتی است که در کنگره‌های بین‌المللی آن به تصویب رسیده‌است و ممکن است به صورت زیر خلاصه شود:
PEN تأیید می‌کند که:
ادبیات مرزی نمی‌شناسد و باید علی‌رغم تحولات سیاسی یا بین‌المللی، ارز رایج بین مردم باقی بماند. در هر شرایطی، و به ویژه در زمان جنگ، آثار هنری، میراث بشریت به‌طور کلی، نباید تحت تأثیر اشتیاق ملی یا سیاسی قرار گیرند. اعضای PEN باید در هر زمان از نفوذ خود به نفع درک خوب و احترام متقابل بین ملت‌ها و مردم استفاده کنند. آنها خود را متعهد می‌کنند که تمام تلاش خود را برای از بین بردن همه نفرت‌ها و پیروزی در آرمان یک انسانی که در صلح و برابری در یک جهان زندگی می‌کند، انجام دهند. PEN مخفف اصل انتقال بی‌فکر افکار در درون هر ملت و بین همه ملت‌ها است و اعضای خود متعهد می‌شوند که با هر نوع سرکوب آزادی بیان در کشور و جامعه ای که به آن تعلق دارند، و همچنین در سراسر جهان در هر کجا که این کشور مخالف باشند مخالفت کنند. ممکن است. PEN اعلامیه مطبوعات آزاد را اعلام می‌کند و با سانسور خودسرانه در زمان صلح مخالف است. این معتقد است که پیشرفت لازم جهان به سمت نظم سیاسی و اقتصادی کاملاً سازمان یافته ، انتقاد آزادانه از دولت‌ها، دولت‌ها و نهادها را ضروری می‌کند؛ و از آنجا که آزادی مستلزم خویشتنداری داوطلبانه است، اعضا خود را متعهد می‌شوند که با چنین شرورهای مطبوعات آزاد از قبیل انتشار مطلوب، دروغ عمدی و تحریف واقعیت‌ها برای اهداف سیاسی و شخصی مخالفت کنند.

## نویسندگان در کمیته زندان
نویسندگان بین‌المللی PEN در کمیته زندان به نمایندگی از نویسندگان تحت تعقیب در سراسر جهان کار می‌کنند. کمیته نویسندگان در زندان در سال 1960 در پاسخ به تلاشهای فزاینده برای خاموش کردن صدای مخالفت توسط زندانی کردن نویسندگان تأسیس شد، پرونده سالانه ۹۰۰ نویسنده را که زندانی، شکنجه، تهدید، حمله، ناپدید شده‌اند، نظارت می‌کند؛ و برای عمل صلح آمیز حرفه خود کشته شدند. این یک لیست پرونده دو ساله منتشر می‌کند که مستند نقض بیان آزادانه علیه نویسندگان در سراسر جهان است.
این کمیته همچنین فعالیت‌های عضویت PEN International را که برای پایان دادن به این حملات و سرکوب آزادی بیان در سراسر جهان است، هماهنگ می‌کند.
کمیته نویسندگان بین‌المللی PEN در زندان یکی از اعضای بنیانگذار مبادله بین‌المللی آزادی بیان (IFEX) است، یک شبکه جهانی متشکل از ۹۰ سازمان غیردولتی که سانسور را در سراسر جهان کنترل می‌کند و از روزنامه نگاران، نویسندگان، کاربران اینترنت و دیگران که به دلیل اعمال خود تحت تعقیب قرار می‌گیرند، از حق آزادی بیان دفاع می‌کند.
این عضو همچنین عضوی از گروه نظارت بر تونس (TMG) IFEX است، ائتلافی از بیست و یک سازمان آزاد بیان که از سال ۲۰۰۵ شروع به لابی گری برای تونس برای بهبود وضعیت حقوق بشر خود کردند. از زمان وقایع بهار عربی که منجر به فروپاشی دولت تونس شد، TMG تلاش کرده‌است تا تضمین‌های قانون اساسی آزادی بیان و حقوق بشر را در داخل کشور تضمین کند.
در ۱۵ ژانویه ۲۰۱۶، PEN International به همراه هفت سازمان دیگر به سازمان‌های حقوق بشری Freemuse و کمپین بین‌المللی حقوق بشر در ایران در اعتراض به حبس ۲۰۱۳ و صدور حکم ۲۰۱۵ برای مهدی رجبیان و یوسف عمادی موسیقیدانان و حسین رجبیان، فیلمساز، پیوست؛ و از رئیس قوه قضائیه و سایر مقامات ایرانی خواست که از اتهامات خود صرف نظر کنند.